# Îlet Bethléem
L'Îlet Bethléem se situe sur l'île de La Réunion. C'est un site de randonnée et de pique-nique au bord de la rivière. Comme son nom l'indique, c'est aussi un lieu de pèlerinage.

## Situation géographique
Ce site se trouve dans la région est de La Réunion, dans la commune de Saint-Benoît, à environ 40 kilomètres au sud-est de Saint-Denis (La Réunion), le chef-lieu.
L'Îlet est étendu au bord de la Rivière des Marsouins. On y accède facilement du parking, en environ 20 minutes, par un chemin serpentant entre fougères et bambous. Le sentier est bétonné et agrémenté d'une rampe.On trouve sur place un refuge à l'abandon,des aires de pique-nique aménagées, ombragées et ouvertes sur la rivière et sa plage de galets.En traversant la rivière on accède à l'Îlet Coco.

## Activités diverses, faune et flore

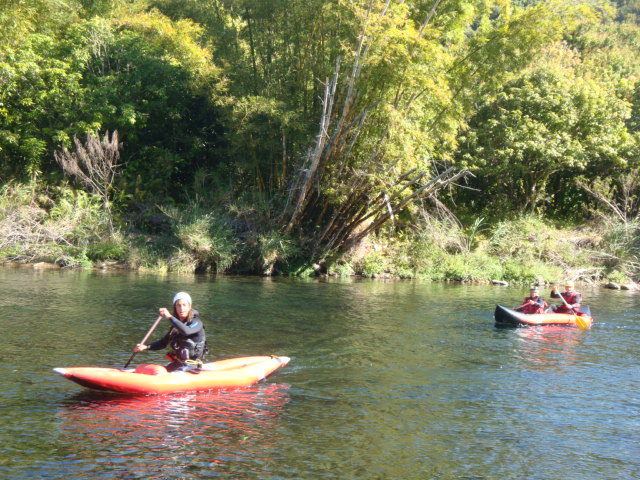
Kayakistes descendant la Rivière des Marsouins

Outre le pique-nique, c'est un lieu de baignade apprécié des Bénédictins et des touristes. On peut aussi s'y adonner au canyoning, au kayak et à la pêche, réglementée    , en dehors des périodes de fortes pluies à La Réunion.
Pour attraper ou voir des chevrettes australes, des cabots bouche-ronde, dont l'alevin - le bichique- est un mets très recherché en fin d'année, et autres espèces endémiques de La Réunion, et cuisiner un bouillon coquilles ou autre carry.
Le braconnage des oiseaux comme les papangues et paille-en-queue, nombreux dans cette région de forêts, de rivières et de bassins, est très surveillé, notamment par la SEOR .
Les bambous, les fougères et autres espèces végétales, dont les espèces envahissantes, font de ce site un joyau de verdure et de diversité.

## Historique
Cet Îlet a une histoire même s'il ne reste aujourd'hui que quelques vestiges, comme la Chapelle. 

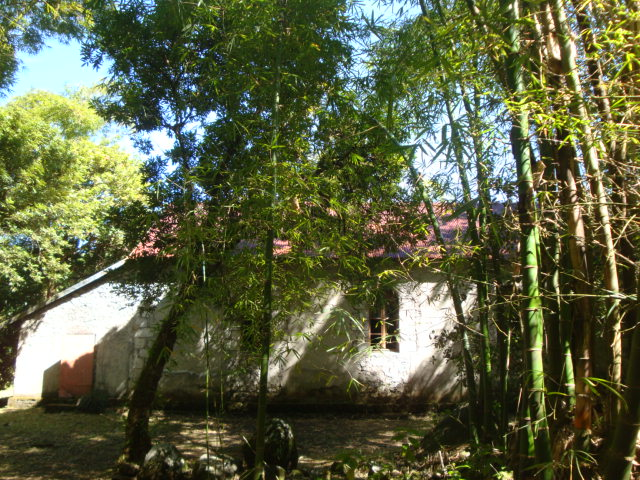
Chapelle d'Ilet Bethléem parmi les bambous

Au XVIIIe siècle, les Forbans sévissent au large de la Réunion et les habitants cherchent à se protéger de leurs incursions. Ainsi, de nombreuses familles créoles, blanches pour la plupart, se réfugient au bord de la rivière des Marsouins, près de Saint-Benoît. 500 à 600 personnes se retrouvent là, en retrait, vivant de la pêche et de la chasse. 
Frappée par la grande misère de cette population, Madame Amélia Hubert-Delisle, femme du Gouverneur Louis Henri Hubert-Delisle,s'y adonne à la charité. Elle crée sur l'Îlet baptisé Bethléem, en 1855, un ouvroir, une sorte d’asile ou d’atelier de charité où des jeunes filles se réunissent pour travailler sous la direction de religieuses des Filles de Marie, et une chapelle dédiée aujourd'hui à Notre Dame de Fatima. Quatre religieuses viennent ensuite rejoindre la communauté pour inculquer aux jeunes filles de l'Îlet les valeurs chrétiennes tout en les initiant aux travaux manuels tels que la couture, la cuisine et le jardinage.
Au fil du temps, l'Îlet prospère et se constitue en paroisse en 1860 sous l'influence de l'Évêque Monseigneur Maupoint, avec son église, son presbytère et son école. Lorsque cesse l'activité des Sœurs, en 1935, l'ouvroir est à l'abandon et détruit en 1941.

## Pèlerinage
De par son histoire, l'Îlet reste un lieu de pèlerinage.La descente jusqu'à la chapelle au bord de la rivière constitue un chemin de croix, avec une chapelle Saint Expédit à mi-chemin.Une messe très fréquentée s'y déroule chaque année à Noël, le chemin est alors éclairé jusqu'en bas pour guider les pèlerins de la Nativité.

## Autressentiersdans les environs
- Grand Étang, Saint-Benoît
- Circuit des Ravenales, Saint-Benoît
- Bassin la Paix, Bassin la Mer, Rivière des Roches
- Site du Dioré, Saint-André
- Belvédère de l'Eden et Cascade du Chien, Saint-André
- Sentier littoral Nord et Est, de Saint-Denis à l'Anse des Cascades, Sainte-Rose
- Cirque de Salazie